# Ptichodis perplexa
Ptichodis perplexa är en fjärilsart som beskrevs av Achille Guenée 1852. Ptichodis perplexa ingår i släktet Ptichodis och familjen nattflyn. Inga underarter finns listade.